# Helen Jameson
Pour les articles homonymes, voir Jameson.
Helen Jameson, née le 25 septembre 1963, est une ancienne nageuse britannique spécialiste du dos. Elle est médaillée d'argent en relais aux Jeux de 1980.

## Carrière
Lors des Jeux olympiques d'été de 1980 à Moscou, elle fait partie de l'équipe britannique — avec Margaret Kelly, Ann Osgerby et June Croft — qui remporte la médaille d'argent du 4 x 100 m 4 nages.

## Famille
Elle est la sœur du nageur Andy Jameson.

## Palmarès
| Date | Compétition           | Lieu      | Place | Course            |
| ---- | --------------------- | --------- | ----- | ----------------- |
| 1980 | Jeux olympiques       | Moscou    | 17e   | 100 m dos         |
| 1980 | Jeux olympiques       | Moscou    | 11e   | 200 m dos         |
| 1980 | Jeux olympiques       | Moscou    | 2e    | 4 x 100 m 4 nages |
| 1982 | Championnats du monde | Guayaquil | 16e   | 100 m dos         |
| 1982 | Championnats du monde | Guayaquil | 17e   | 200 m dos         |
| 1982 | Championnats du monde | Guayaquil | 8e    | 4 x 100 m 4 nages |